# Jeanine Hennis-Plasschaert
Jeanine Antoinette Hennis-Plasschaert, född 7 april 1973 i Heerlen, är en nederländsk politiker och före detta medlem av Europaparlamentet. Hon är medlem av Folkpartiet för Frihet och Demokrati, som är ett liberalt och EU-vänligt parti. I Europaparlamentet var hon ledamot av transportutskottet. Hennis-Plasschaert var 2012-2017 Nederländernas försvarsminister i regeringen Mark Rutte II.
Hon har en universitetsutbildning i administration vid Eurac och är sedan 2003 gift med Erik-Jan Hennis.